# Gé van Dijk

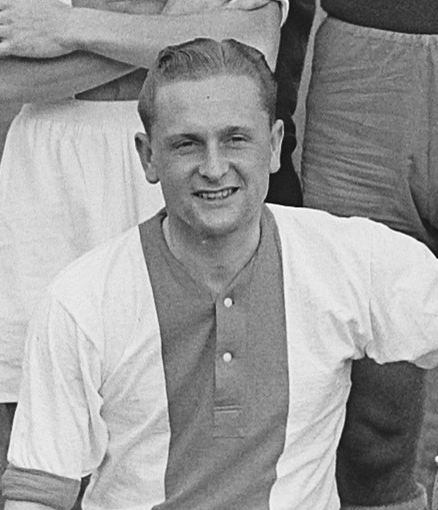
Gé van Dijk im Jahr 1951

Gerard Jan (Gé) van Dijk (* 15. August 1923 in Amsterdam; † 29. Mai 2005 ebenda) war ein niederländischer Fußballspieler.
Van Dijk gehörte zwischen September 1943 und 1957 dem ersten Kader von Ajax Amsterdam an. Mit dem Verein wurde er zweimal (1947 und 1957) Niederländischer Meister. Insgesamt bestritt Van Dijk 317 Spiele für Ajax und erzielte dabei 89 Tore. In der Saison 1950/51 war er erfolgreichster Torschütze des Vereins.
Kurz nach Kriegsende wurde Van Dijk am 21. September 1947 für ein Freundschaftsspiel gegen die Schweiz erstmals in den Kader der niederländischen Fußballnationalmannschaft berufen. Die Niederlande gewannen das Spiel mit 6:2. Sein zweites und letztes Länderspiel bestritt er am 14. März 1948 gegen Belgien.